# Semiothisa galbineata
Semiothisa galbineata là một loài bướm đêm trong họ Geometridae.